# Хорнбург (Вольфенбюттель)
Хорнбург (нем. Hornburg) — город в Германии, в земле Нижняя Саксония.
Входит в состав района Вольфенбюттель. Подчиняется управлению Шладен. Население составляет 2503 человека (на 31 декабря 2010 года). Занимает площадь 22 км².

## Население
| Год  | Население |
| ---- | --------- |
| 1990 | 2758      |
| 1995 | 2805      |
| 2000 | 2775      |
| 2005 | 2702      |
| 2010 | 2561      |

## Фотографии

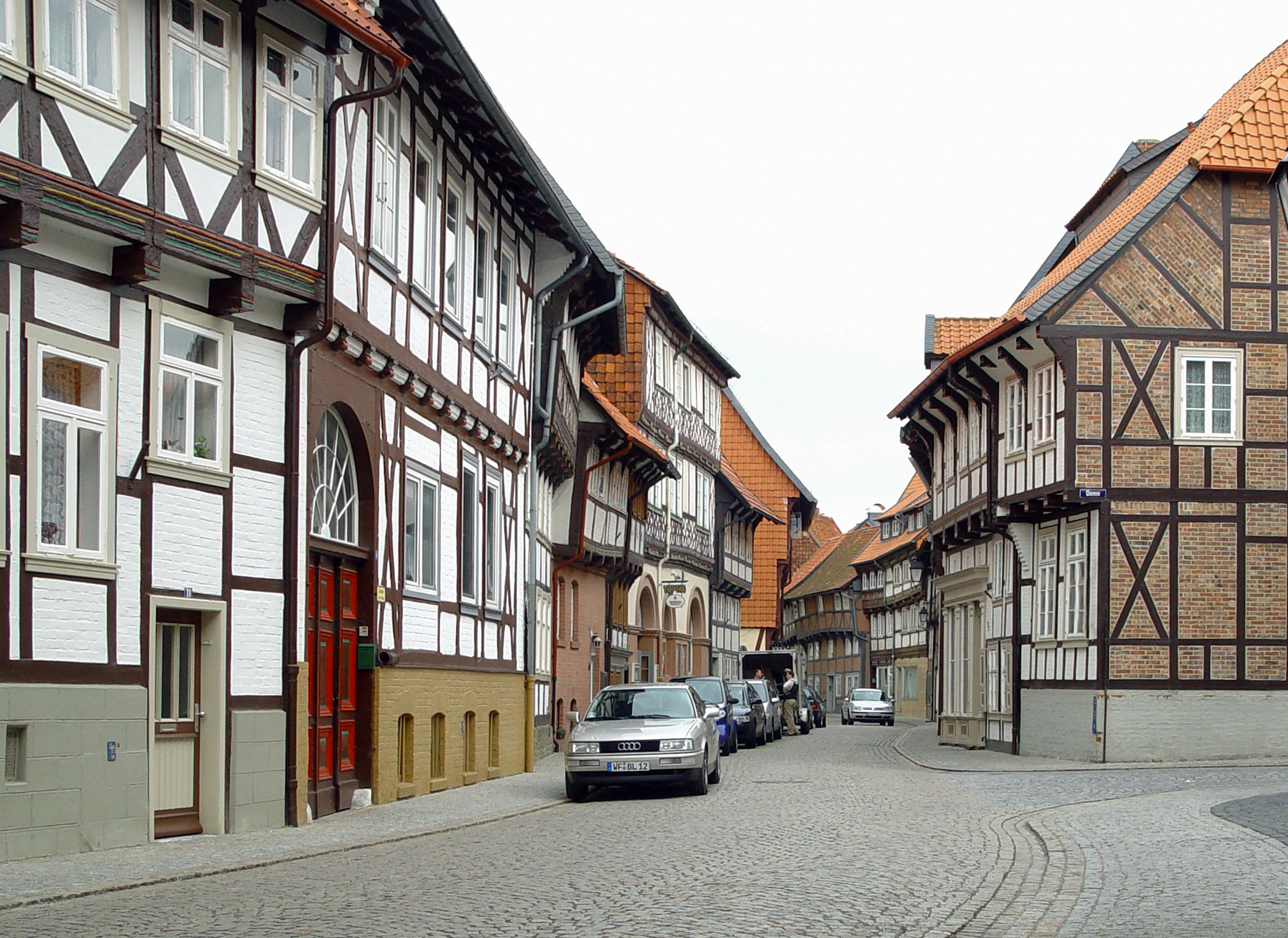
Фахверковый дом в Хорнбурге
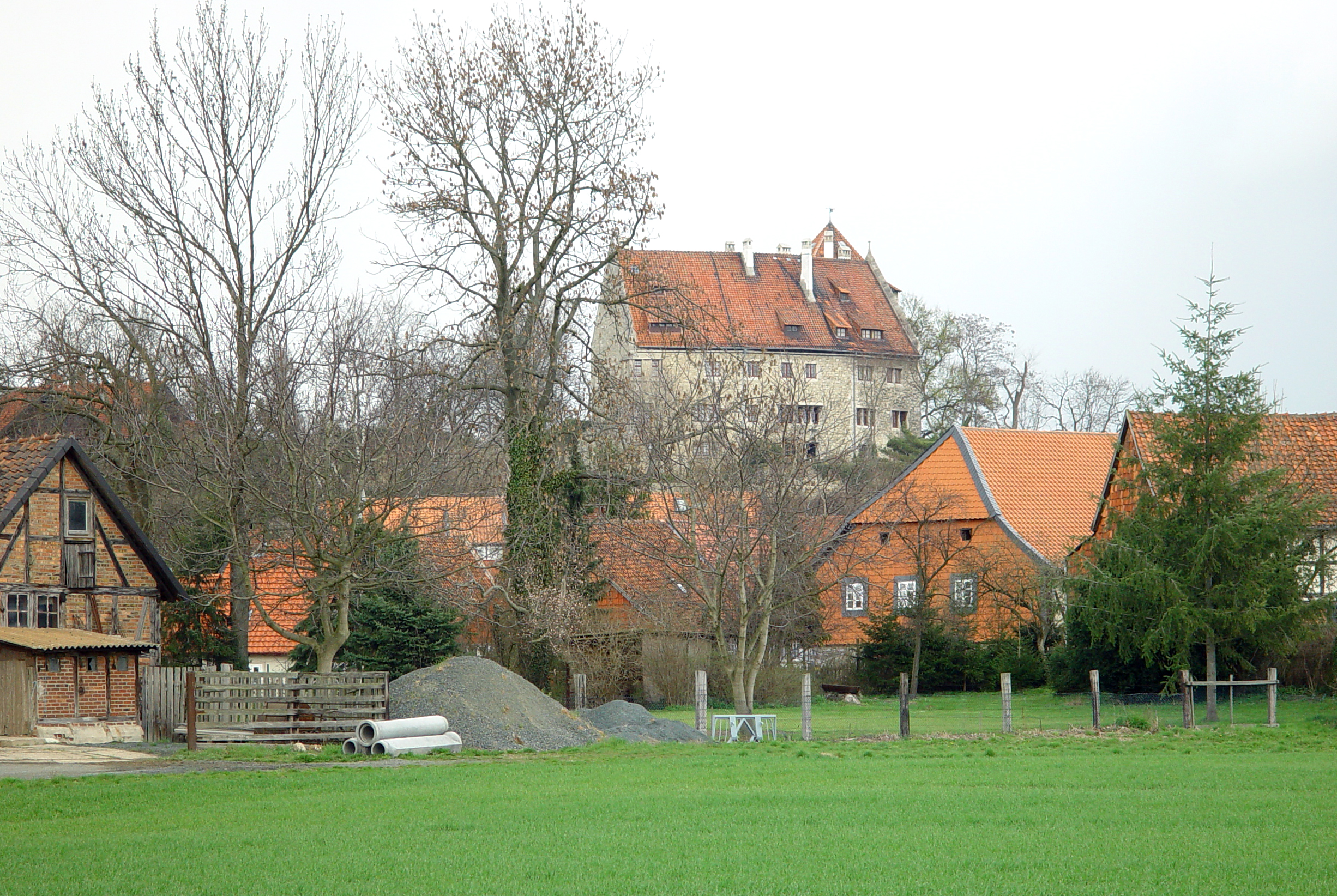
Хорнбург

## Города-побратимы
- Остервик, Саксония-Анхальт